# Rhyacia livia
Rhyacia livia là một loài bướm đêm trong họ Noctuidae.